# Віндорф
Віндорф (нім. Windorf) — громада в Німеччині, знаходиться в землі Баварія. Підпорядковується адміністративному округу Нижня Баварія. Входить до складу району Пассау.
Площа — 56,90 км2. Населення становить 4925 ос. (станом на 31 грудня 2020).